# Gonfaron
Gonfaron ist eine französische Gemeinde mit 4349 Einwohnern (Stand 1. Januar 2022) im Département Var in der Region Provence-Alpes-Côte d’Azur. Sie gehört zum Kanton Le Luc im Arrondissement Brignoles.

## Kultur und Sehenswürdigkeiten
- Campanile auf dem Uhrenturm von 1850
- Kirche Immaculée Conception (Unbefleckte Empfängnis), 1865 geweiht
- Kapelle Saint Quinis, mehrmals renoviert und zuletzt 1849 umgebaut
- Kriegerdenkmal

### Die Legende vom fliegenden Esel
Gonfaron ist durch die Legende vom fliegenden Esel bekannt, die ins 17. Jahrhundert zurückgeht. Nach dieser Legende habe sich ein nörglerischer Bewohner der Gemeinde geweigert, anlässlich der jährlichen Prozession zu Ehren des Schutzpatrons Saint Quinis vor seinem Haus für Sauberkeit zu sorgen: Falls es Saint Quinis nicht sauber genug sei, solle er darüberspringen. Einige Zeit später habe der Esel dieses Bürgers ihn bei einem großen Sprung abgeworfen, was als Strafe des Heiligen Quinis aufgefasst wurde.

### Das Schildkrötendorf der SOPTOM
Die Gemeinde ist ebenfalls für ihr Schildkrötendorf (Le Village des Tortues) bekannt, das vom SOPTOM-Projekt (Station d'Observation et de Protection des Tortues des Maures) betrieben wird, welches sich mit der Erforschung und dem Schutz der Griechischen Landschildkröte, dem Erhalt von natürlichen Lebensräumen und die Versorgung von Verkehrs- und Brandopfern sowie die Vorbereitung zur Wiederauswilderung einiger lange in Gefangenschaft gehaltener Tiere befasst.

## Persönlichkeiten
- Der in Gonfaron geborene Automobilist Henri Julien (1927–2013) gründete 1968 den Rennstall Automobiles Gonfaronnaises Sportives (AGS), der in der Garage de l'Avenir in Gonfaron ansässig war und bis 1991 in verschiedenen Rennklassen bis hin zur Formel 1 antrat. Auf seine Initiative wurde der heute noch bestehende Circuit du Var geschaffen. Henri Julien ist gemeinsam mit Bernard Boyer seit September 1997 mit einer Geschwindigkeit von 222,557 km/h Weltrekordhalter in der Racer 500 Klasse.